# نبرد زنجیر
جنگِ زنجیر (به عربی: معركة ذات السلاسل) به اوّلین جنگ از رشته جنگ‌های صدر اسلام که بین ایران و اعراب به وقوع پیوست گفته می‌شود. این جنگ را جنگ زنجیر نامیده‌اند زیرا پای بعضی از سربازان ایرانی را زنجیر کرده بودند تا فرار نکنند. البته این احتمال می‌رود که اگر در واقع زنجیری در کار بوده‌، نوعی آرایش جنگی بوده‌است که برای اعراب به کلی تازگی داشته‌است.

## جنگ‌های خالد بن ولید در عراق
در باب جنگ‌های خالد بن ولید در عراق خاصه در توالی و ترتیب آن‌ها بین اخبار اختلاف هست. در واقع نه نامه‌هایی که بر حسب روایات گویند بین خالد و ابوبکر رد و بدل شده‌است، چندان معتبر می‌نماید نه تاریخ آمدن خالد به عراق خالی از اشتباه به نظر می‌رسد. به‌علاوه تسخیر شهرها و آبادی‌های سواد و عراق بی‌گمان برای اعراب به یک بار حاصل نشده‌است و در مدتی که هنوز دولت ساسانی باقی بوده‌است، این شهرها مکرر دست بدست گشته و فاتحان غالباً ناچار می‌شده‌اند که هر شهر را مکرر بگشایند و از این روست که اخبار این فتوح در روایات گاه به صورت‌های گوناگون آمده‌است و گشودن بعضی جاها را به چند تن نسبت داده‌اند و در بعضی جاها بیش از یک بار اشارت به وقوع جنگ کرده‌اند. جنگ‌های خالد ولید را با ایرانی‌ها باید جنگ‌های سرحدی دانست زیرا جنگ مابین مرزبانان و مستحفظین مرزی ایران با اعراب بود، از این زمان به بعد بود که محل جنگ‌ها به نواحی داخل مرزی ایران کشیده‌شد.

## آمدن خالد به عراق
سبب آمدن خالد به عراق چنان‌که از قراین برمی‌آید تنبیه اعراب عراق و هم پیمانان اهل رده (از اسلام برگشتگان) بوده‌است لیکن ناچار منتهی به تصادم با لشکریان ایران شده و جنگ‌ها و فتح‌های اسلام از آن میان پدید آمده‌است. گفته‌اند که مقارن اواخر خلافت ابوبکر که جنگ‌های ارتداد پایان یافته بود، مثنی بن حارث شیبانی به خلیفه نامه نوشت و او را از هرج و مرج عراق و ضعف و فتور دولت ساسانی آگاه کرد. ابوبکر او را نمی‌شناخت از حال و کار او پرسید گفتند که از نامداران و دلاوران عرب است. چندی بعد مثنی بن حارثه بتن خویش آهنگ مدینه کرد و در آنجا با خلیفه دیدن کرد و برای دستبرد به ایران از جانب او استظهار یافت. مقرر شد که ابوبکر عده‌ای از سپاه مسلمانان را به عراق گسیل دارد و از بکر بن وائل کسانی را که در فرمان مثنی بودند، در نشر اسلام یاری کند. اما برخلاف انتظار مثنی خلیفه امارت مسلمانان عراق را به او که تازه مسلمان بود وانگذاشت و خالد بن ولید را که در آن زمان تازه فتنهٔ اهل رده را در یمامه و بحرین فرونشانده بود، بدین مهم فرستاد. البته در آن زمان اندیشهٔ فتح ایران و جنگ منظم با دولت ساسانی بی‌شک به خاطر خلیفه نمی‌گذشت؛ لیکن این امر نتیجه‌ای بود که رفته رفته از پیشرفت اعراب در حدود فرات و عراق به حصول پیوست.

## نقش مثنی بن حارث شیبانی
مثنی بن حارث شیبانی یکی از سردسته‌های قبایل وابسته به بکر بن وائل بود که در پایان جنگ‌های ارتداد اسلام آورد. شک نیست که مثنی با قبول مسلمانی پای اعراب حجاز را به نواحی عرب‌نشین عراق باز کرد و آن‌ها را برای سعی در نشر آیین تازه در بین اعراب عراق دل داد و گرفتاری‌های شاهنشاهی ساسانی را در امور داخلی برای آن‌ها روشن نمود. لیکن اهتمام او ظاهراً فقط این مایه تأثیر داشت که خلیفه خالد را جهت امارت مسلمانان و تنبیه بقایای اهل رده (از اسلام برگشتگان) در آنجا گسیل دارد، کاری که بعدها منجر شد به زد و خوردهای سرحدی با طلایه‌ها و پادگان‌های سپاه ایران و ضعف شدید شاهنشاهی ساسانی شد.

## جنگ زنجیر

حرکت ارتش راشدین در نبرد زنجیر (رنگ سرخ) و ارتش ساسانیان (رنگ آبی) پیش از نبرد. استراتژی خالد فریب ارتش ساسانیان بود.

در سال ۶۳۳ میلادی، خالد بن ولید بطرف شمال حرکت کرده، وارد نقطه‌ای شد که در نزدیکی خلیج فارس و کویت امروزه واقع و در آن زمان سرحد ایران شناخته شده و موسوم به حفیر بود. در این زمان مرزبان این نواحی یکی از اسواران بنام هرمزد بود. وظیفه هرمزد در بیابان، مقابله با راهزنان عرب و در دریا، مقابله با دزدان دریایی که از اقیانوس هند به خلیج فارس می‌آمدند بود. او چون از آمدن خالد آگاه شد از تیسفون کمک خواست و خود با لشکری که داشت به جانب حفیر و به جلوگیری خالد رفت. در اینجا خالد به هرمزد گفت که یا اسلام را قبول کند یا جزیه دهد. سپس جنگ میان سپاه ساسانی و مسلمانان درگرفت و هرمزد، خالد را به جنگ مردومرد یعنی مبارزهٔ تن به تن دو سردار طلبید، اما بدست خالد کشته شد. سپس اعراب به سپاه ساسانی تاختند و پیروز شدند. خالد سپاه ساسانی را دنبال کرده، اما نیروهای ساسانی کمک رسید و کار خالد نیز سخت شد. در این زمان او به جنگ تدافعی پرداخت ولی دیری نگذشت که به او نیز کمکی رسید و جنگ سختی روی داد که باز مسلمانان پیروز شدند. پس از آن خالد ساحل فرات را گرفت و به فِراض که شهر رومی و در طرف راست رود فرات واقع بود، رسید. در اینجا جنگی میان نیروهای متحد رومی و ساسانی، و خالد ولید از طرف دیگر درگرفت و باز مسلمانان فاتح شدند.